# Playa de Fonte da Telha

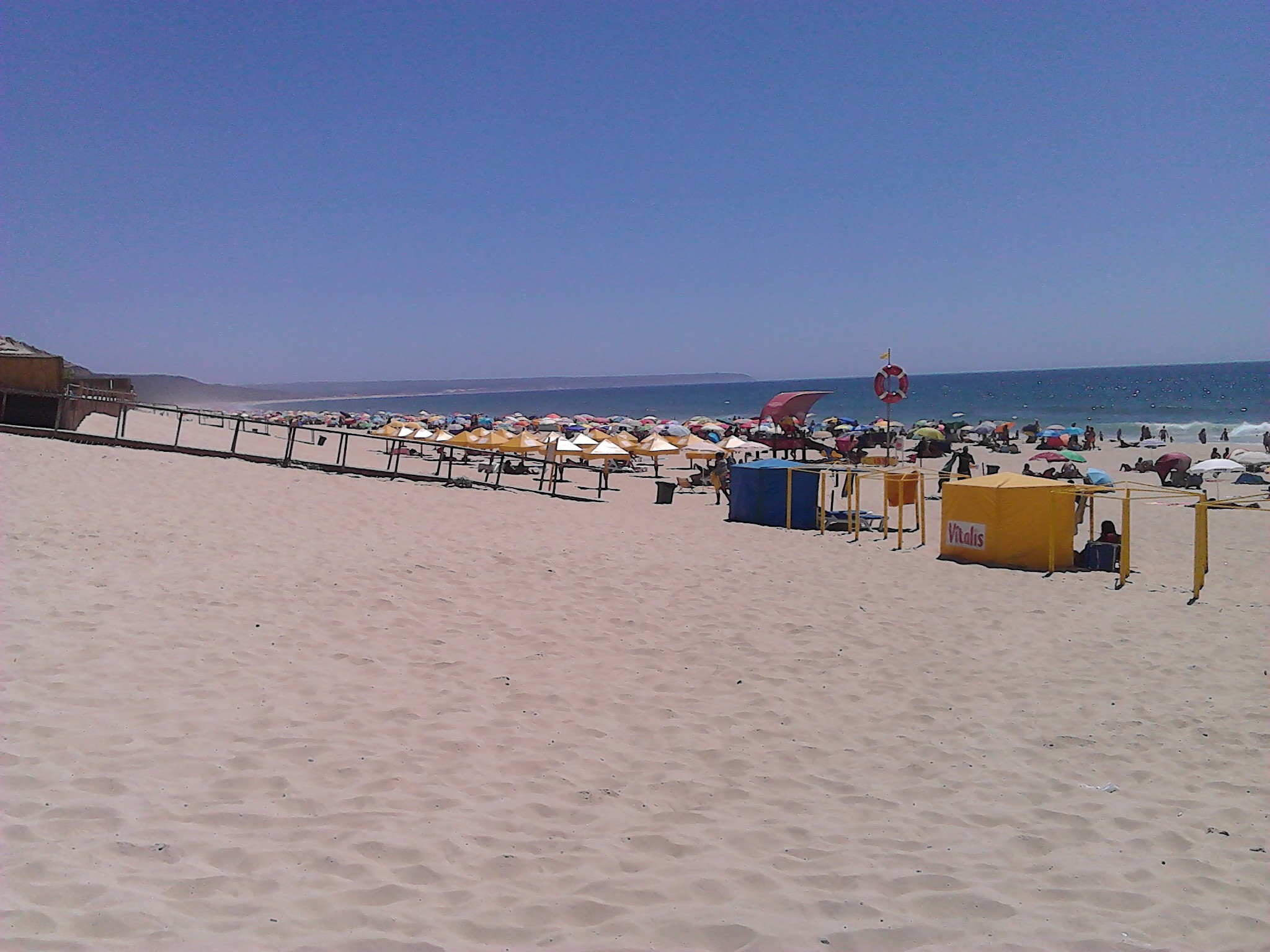
Vista

La playa de Fonte da Telha es una playa de gran extensión del litoral portugués, en el margen sur del río Tajo, dividida entre los municipios de Almada y Sesimbra y las freguesias de Costa de Caparica y Castillo (Sesimbra). Situada en una ensenada de la Mata Nacional de los Miedos (o Pinar del Rey), de la zona de la Fuente de la Telha se avistan dos cabos: a la izquierda el cabo Espichel y a la derecha el cabo Raso.
En ella existe una importante comunidad pescadora originaria de la zona sur de la Charneca de Caparica y que se fijó allí a finales del siglo XIX. Además de la actividad pesquera la Fuente de la Telha es lugar de veraneo, donde existen nueve playas vigiladas, restaurantes, bares, escuelas de actividad náutica y un centro de buceo. Es la terminal sur del minicomboy de la Caparica. En un de los extremos de la playa se práctica el naturismo, en la playa de la Adiça, cerca de la Laguna de Albufeira.

## Historia
La Fuente de la Telha fue habitada, inicialmente, por maestros del arte xávega que fueron ellos: Mané Pataia y Zé del Florinda, desde mediados del siglo XIX.
Las primeras informaciones publicadas sobre los habitantes de la Fuente de la Telha remontan a 1889. Salió en el periódico Correo del Sur y hablaba sobre un desorden entre los pescadores de mar — compañías de pesca — que pescaban con artes valencianos, y los pescadores mareantes habitantes de la Fuente de la Telha, Charneca de Caparica, Vila Nueva de Caparica y Costa de Caparica. 
Los maestros de los artes xávega trajeron consigo camaradas y sus familias, y, juntamente con las gentes de la Charneca de Caparica, poblaron la zona de la Fuente de la Telha. 
En el inicio del siglo XX ya habitaban muchas familias en la Fuente de la Telha: la familia de Santos (descendientes del Mané Pataia), a de los Silbas descendientes del Zé de la Florinda, a del Zé Duque, las del Dionisio, más los Zegas, los Figueiredos, Luís, los Silvérios, los Faustinos, los Duques “Latróias”, Rodrigues, y Xavier “Grazinas”.

## Teleférico de la Aroeira
En 2000, un proyecto para la construcción de un teleférico, conectando esta playa a la Masía de la Aroeira, fue presentado por el Grupo SIL, propietario de este emprendimiento; este proyecto recibió el apoyo de la Cámara Municipal de Almada pero también críticas a su impacto ambiental por parte del I. C. N.  y de la Quercus.  El proyecto fue rechazado en 17 de noviembre de 2000 por el despacho del secretario de Estado del Ambiente, Rui Gonçalves, por su impacto ambiental no minimizable y por su escaso interés público, dado que la previsible utilización estaría limitada a los inquilinos de la Masía 
- Datos: Q10283308
- Multimedia: Fonte da Telha / Q10283308